# Clytus clitellarius
Clytus clitellarius là một loài bọ cánh cứng trong họ Cerambycidae.